# 王一鶚 (天啟進士)
王一鹗（？—？），字荐卿，號雲翼，江西瑞州府高安县独城人。明朝政治人物。

## 生平
萬曆四十三年（1615年）乙卯科江西鄉試舉人，天啓二年（1622年）壬戌科進士。吏部观政，本年授浙江西安县知县，五年调仁和县，丁忧去职。崇祯三年（1630年）起补曲周县知县，五年行取，擢山西道御史，七年巡按苏松，又巡视京城。